# Phoebe Waller-Bridge
Phoebe Mary Waller-Bridge (sinh ngày 14 tháng 7 năm 1985) là nữ diễn viên, nhà biên kịch và sản xuất phim người Anh. Với vai trò sáng lập, biên kịch chính kiêm diễn xuất trong phim truyền hình hài Fleabag (2016–2019), cô đã giành được ba giải Primetime Emmy, hai giải Quả cầu vàng và một giải Viện Truyền hình Anh Quốc. Cô cũng nhận được một số đề cử Emmy và Quả cầu vàng cho vị trí biên kịch và sản xuất sê-ri phim kinh dị Killing Eve (2018–2022).
Năm 2016, Waller-Bridge sáng lập, viết kịch bản và đóng chính loạt phim hài Crashing (2016). Cô cũng tham gia trong các phim khác như The Café (2011–2013), Broadchurch (phần hai, 2015) và một số phim điện ảnh Albert Nobbs (2011), The Iron Lady (2011), Goodbye Christopher Robin (2017) và Solo: A Star Wars Story (2018). Năm 2021, cô tham gia viết kịch bản cho No Time to Die (James Bond), năm 2023 cô đóng chính trong phim điện ảnh phiêu lưu Indiana Jones and the Dial of Destiny (2023).

## Thời thơ ấu
Phoebe Mary Waller-Bridge sinh ra tại Hammersmith, Luân Đôn, cha là Michael Cyprian Waller-Bridge, nhà sáng lập sàn giao dịch điện tử Tradepoint, mẹ là Theresa Mary, con gái của tòng nam tước thứ 12, Sir John Edward Longueville Clerke.

## Đời tư
Waller-Bridge sống tại khu Shoreditch, Luân Đôn. Năm 2014, cô kết hôn với nhà làm phim tài liệu người Ireland, Conor Woodman. Năm 2017, cả hai đã ly thân và đang tiến hành ly dị. Từ đầu năm 2018, cô hẹn hò với biên kịch Martin McDonagh.